# Kanton Herzberg
Der Kanton Herzberg war eine Verwaltungseinheit im Distrikt Osterode des Departements des Harzes im napoleonischen Königreich Westphalen. Hauptort des Kantons und Sitz des Friedensgerichtes war Herzberg am Harz im heutigen niedersächsischen Landkreis Göttingen. Das Gebiet des Kantons umfasste fünf Orte im heutigen Land Niedersachsen.
Zum Kanton gehörten die Ortschaften:

- Herzberg mit Rothenberger Haus,[1] Aschenhütte und Rode-Mühle
- Düna
- Elbingerode
- Hörden
- Pöhlde